# パニエ

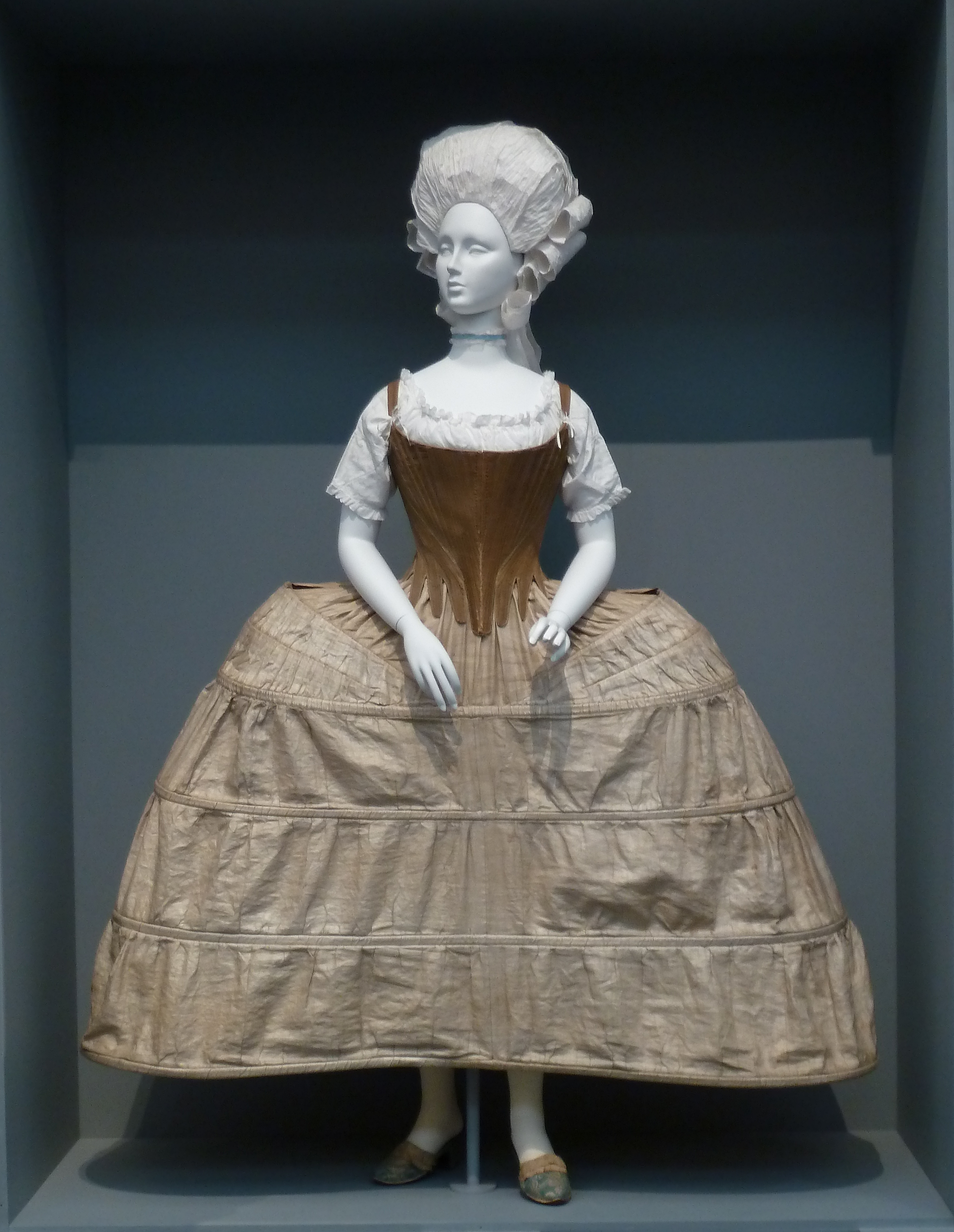
Paniers anglais 1750-1780

パニエ（仏: panier）とは、下着、ファウンデーションの一種。18世紀にヨーロッパでドレスなどのスカートを美しい形に広がらせるため、その下に着用したのが始まりである。現在も形は異なるもののアンダースカートとしてウェディングドレスやワンピース（のスカート部分）を膨らませる用途で用いられている。

## パニエの歴史
16世紀に流行したスペイン発祥のベルチュガダン（仏: vertugadin、英: farthingale ファージンゲール）が起源といわれる。スカートを膨らませるスタイルは17世紀に一時衰退するものの18世紀に復活し、イギリスからフランスの宮廷に伝わった。籠（panir）に形状が似ているため、フランスでは「パニエ」と呼ばれるようになった。
当時はコルセットで上半身を締め付け、パニエでスカートを膨らませることにより上半身の細さを強調するスタイルが流行した。当初パニエは木や藤の、後に鯨鬚の円形の枠を何段かに分け、木綿、毛、絹などの布地に縫い込んで作った円錐形のものであった。
しかし華美を競うに従い膨らみを増すようになり、不自由さを軽減する為に前後へは広がらなくなる一方で左右へと拡大し楕円を連ねた釣鐘形になった。結果として重量が増したためパニエは左右に分割され、日常用としては小型のものが着用されるようになった。2つに分割されたものはパニエ・ドゥブル（仏: panir double、英: side hoops サイド・フープス）と呼ばれた。
パニエはあらゆる社会階層で流行し、フランスの宮廷ではフランス革命まで着用が義務付けられた。被支配階級の身につけるものは実用的な質素な作りのものであった。また、ドイツでは女性の家事使用人にパニエ着用を禁じ、違反者は罰せられた。
身体的な動作の制限が伴うにも拘らず人工的な装飾を伴ったスカートの拡大は当時の性的な奔放さへの批判も相まって風刺や批判の対象となった。18世紀半ばにはドレスの簡素化が進み、ロココ文化から新古典主義への移行に伴い、シュミーズドレスが流行の主流になると、パニエはコルセットと共に一時衰退した。

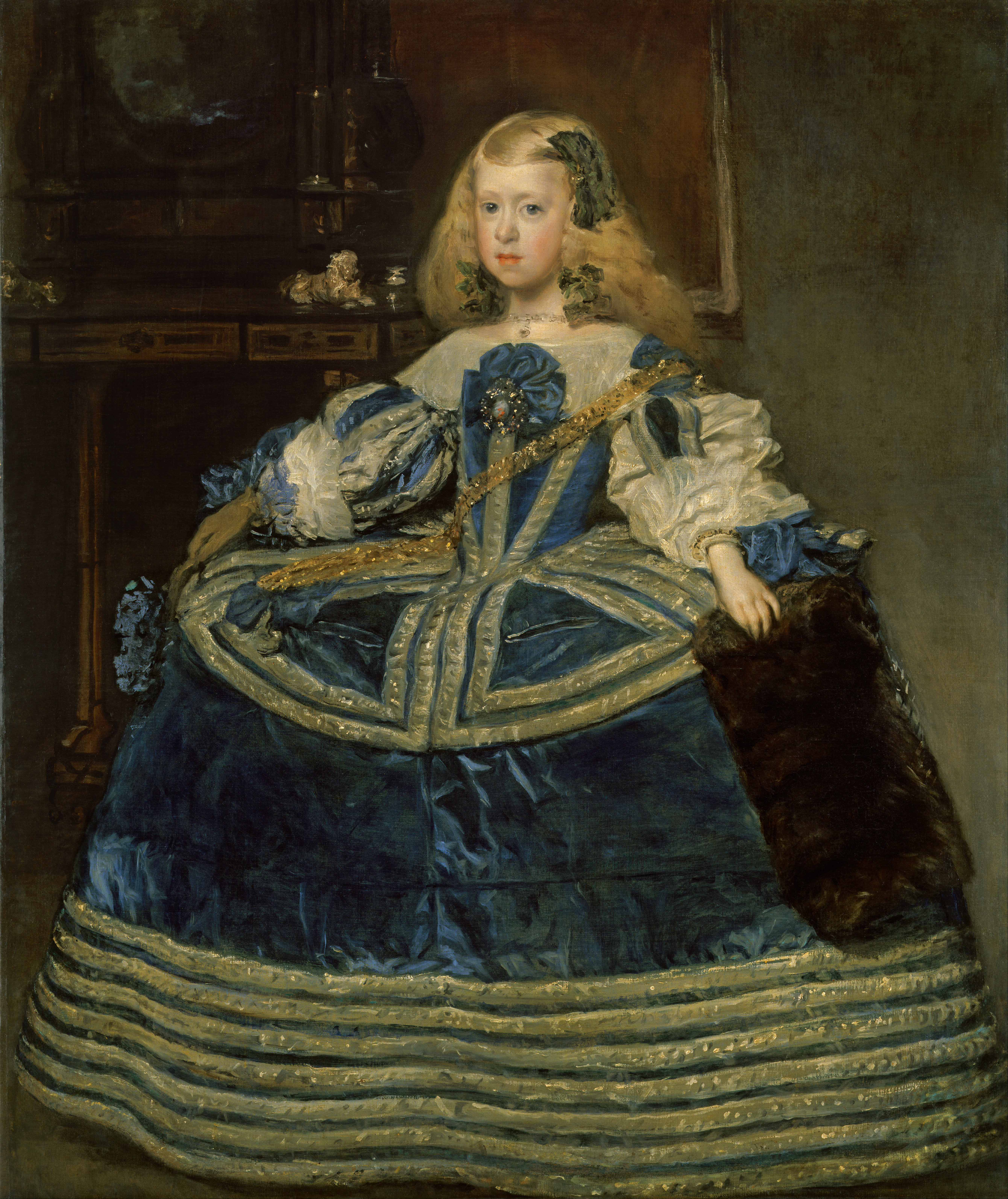
17世紀半ばのスペイン王女『青いドレスのマルガリータ王女』（ディエゴ・ベラスケス作）
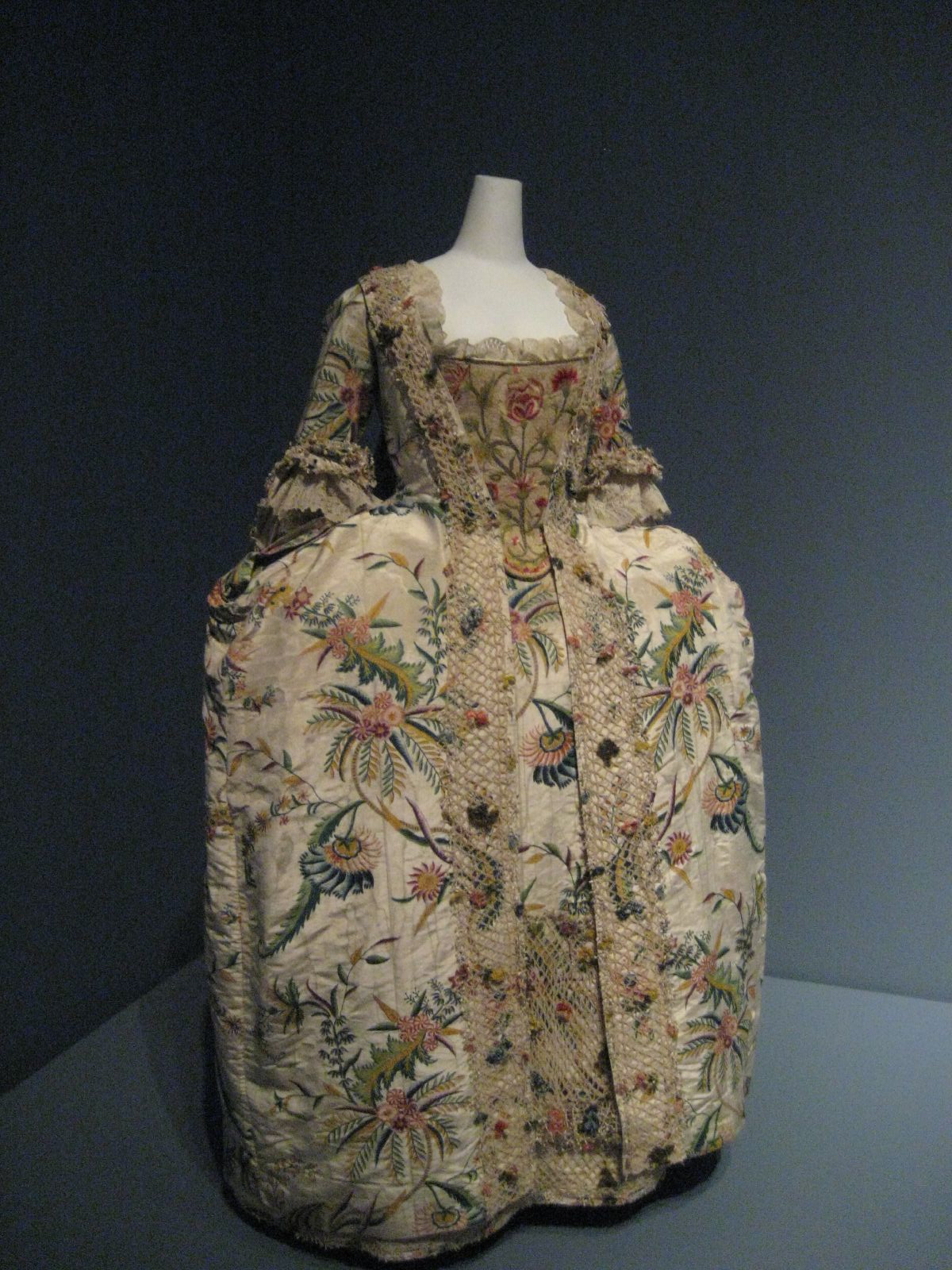
18世紀半ばのイギリスのドレス（メトロポリタン美術館アナ・ウィンター・コスチューム・センター収蔵）
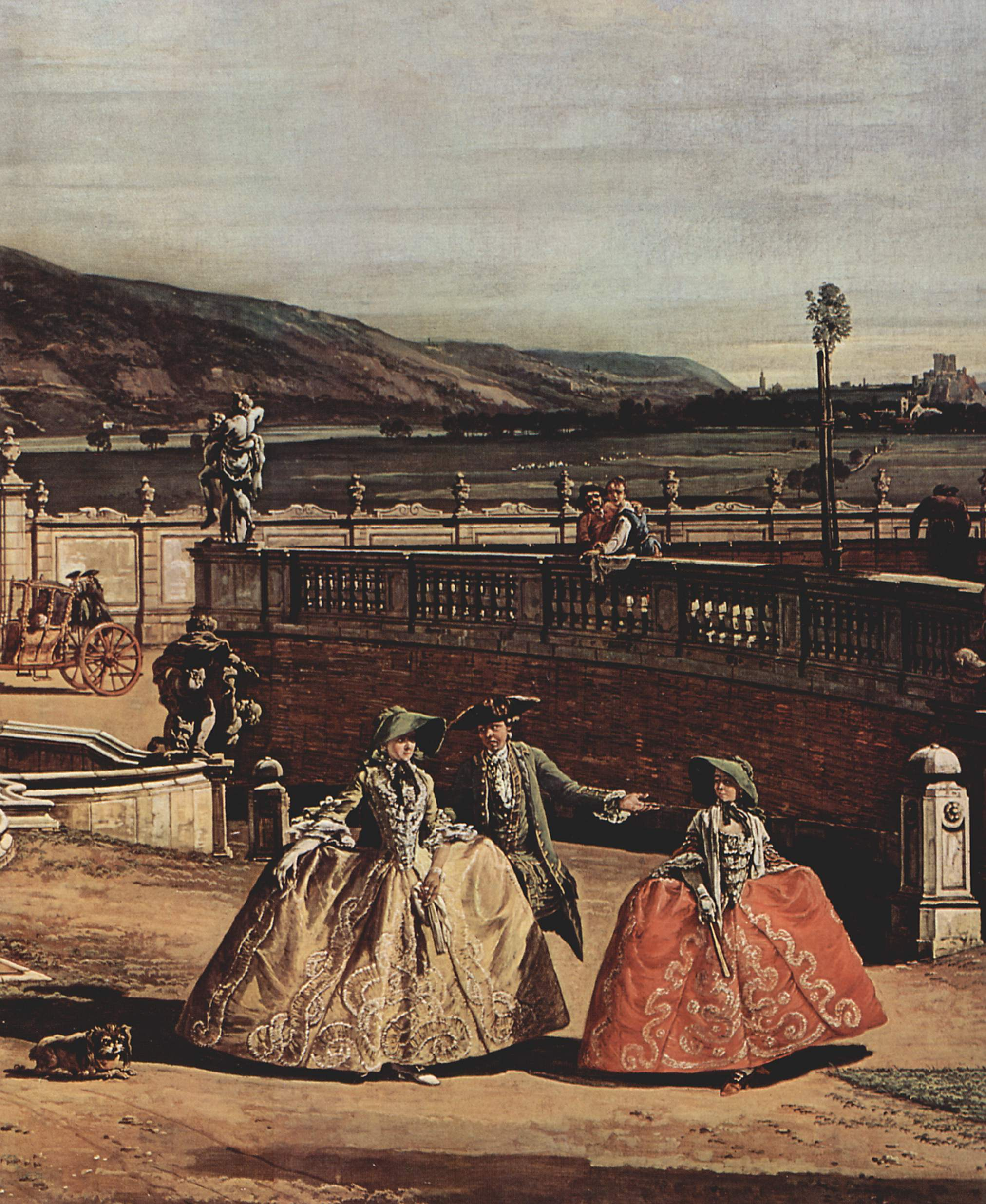
18世紀半ばのドイツ貴族（ベルナルド・ベッロット作）

## 現在のパニエ
主な着用理由としては同じくスカートの下に穿くランジェリーのペチコートのように、スカートの生地から体のラインが見えないようにするためでもある。しかし、ペチコートよりも形がしっかりとしており、最大の機能はあくまでも「スカートを膨らませる」ことにある。しばしば、ペチコートと混同されて使われるが、後者に要求されるのは滑りをよくする機能であり全くの別物と言える。

### 素材
スカートを鳥かごやドーム型にするために竹やワイヤーなどで骨組みをつくり、硬い素材で大きく膨らませる。生地に張りのある化繊のチュールなどのかさを増し易い素材を使い、ギャザーで縫い縮めて一層膨らみを出して骨組みを覆う。裏地には厚手の肌触りの良いものを選び、座ったときなど表地が肌に触れるゴワゴワ感を軽減して履き心地を良くする。短いスカートの中に穿くものなど、ある程度見えることを想定した場合には裾周りに飾り用のレースやフリル、リボンなどがあしらわれていることもある。
色のバリエーションは、市販品のウェディングドレス向けの白が主流であったがコスチューム用に多様化している。またコム・デ・ギャルソンは2015年のパニエそのものをドレスとして用いるデザインにより、ファウンデーションの分類から踏み出した。

### 主な使用例
一般的にはウェディングドレスの膨らんだ長いスカートに使用することで知られている。海外のドレスは16世紀以降、バッスルやクリノリンでスカートを膨らませており、パニエに比べるとはるかにボリュームがあり、シルエットもはっきりと表現できることから、現在でも稀に使われる。しかし、それらはパニエよりも重量があり、活動的ではないという不利点がある。
日常での着用例としてはロリータ・ファッションなど元々パニエを入れて膨らませる前提ないしは広がるスカートとの着用例が増え、腰をかがめた時などに裾端が見える点を意識してレースやフリルなどをあしらったものがある。これを装飾目的のペチコートの様にスカートの裾から少し見せる着こなしは上級者向けとされる。またドレススカートに比べ短いスカートに着用する場合は段差等で下着が見えるのを防ぐ為に、パニエの下にさらにドロワーズという大きなブルマーのようなものを穿く。ロリータ・ファッションのイベント運営団体等では覗きや盗撮対策にドロワーズやそれに近いインナーを必ず着用する事を奨励している。
近年パニエの知名度は上がってきており、アメリカンカジュアルな服装のジーンズの上などにオーバースカート感覚で履くのも流行した。また、モード系などのクラシックな服装のスカートの下に履いたり、フェアリー系ファッションではオーバースカートとして裏地の付いたパニエを着用する場合も増えている。これらの服装の場合もやはり前述のドロワーズのように下にスパッツやタイツがコーディネートされる。

## 関連資料
発行年順、本文の典拠ではないもの。
- 「パニエ」『繊維総合辞典』繊維総合辞典編集委員会（編著）繊研新聞社、2002年、520頁。
  - 2010年改版改題、『新・繊維総合辞典』、526頁。
- 富田 弘美「システムパニエ」服飾文化学会（編）『服飾文化学会誌. 作品編』第7-10巻。掲載誌別題『costume and textile = Journal of costume and textile』。
  - 「基本型」『同』第7巻第1号、2014年、37-41頁。
  - 「クリノリンへの応用型」『同』第9巻第1号、2016年、11-14頁。
  - 「バッスルへの応用型」『同』第9巻第1号、2016年、15-20頁。
  - 「ローブ・ア・ラ・フランセーズへの応用型」『同』第10巻第1号、2017年、23-26頁。